# Jidyszkajt
Jidyszkajt (jid. ‏ייִדישקייט‎) – termin dosłownie oznaczający „żydowskość”, tj. żydowski sposób życia. Dla niektórych ortodoksyjnych Żydów oznacza on życie zgodnie z wymogami judaizmu. W szerszym aspekcie termin ten oznacza tradycyjny styl życia żydowskich mieszkańców Europy Środkowej i Wschodniej (włącznie z językiem jidysz), a niekiedy – Żydów aszkenazyjskich w ogólności.
W świeckiej perspektywie jidyszkajt związany jest z kulturą masową lub zwyczajami ludowymi Żydów mówiących językiem jidysz: m.in. znanymi tradycjami pochodzenia religijnego, wschodnioeuropejską kuchnią żydowską, mówioną i pisaną kulturą języka jidysz, specyfiką życia w sztetlach, charakterystycznym żydowskim dowcipem oraz muzyką klezmerską.
Przed nadejściem Haskali (z hebr. „oświecenie żydowskie”), esencją jidyszkajtu było studiowanie przez mężczyzn Tory i Talmudu oraz życie rodzinne i gminne zgodne z regułami Halachy (z hebr. „żydowskiego prawa religijnego”). W pochodzących z Europy środkowo-wschodniej społecznościach Haredim (z hebr., Żydów ultraortodoksyjnych), których większość członków do dziś mówi w jidysz na co dzień, owo pierwotne znaczenie słowa jidyszkajt pozostało niezmienione.